# Listă de caricaturiști
Această pagină este o listă de caricaturiști.

## Lista
Listă de caricaturiști în ordinea nașterii:
- Jacques Callot (1592–1635)
- Pier Leone Ghezzi (1674–1755)
- William Hogarth (1697–1764)
- George Bickham the Younger (c. 1706–1771)
- Henry Wigstead (died 1800)
- William Austin (1721–1820)
- John Kay (1742–1826)
- James Sayers (1748–1825)
- Henry Bunbury (1750–1811)
- James Gillray (1756–1815)
- Thomas Rowlandson (1756–1827)
- George Moutard Woodward (c. 1760–1809)
- Richard Newton (1777–1798)
- Isaac Cruikshank (1786–1856)
- Kenny Meadows (1790–1874)
- George Cruikshank (1792–1880)
- William Heath (1794–1840)
- John Doyle (1797–1868)
- Charles Williams (1798–1830)
- Jean-Pierre Dantan (1800–1869)
- J.J. Grandville (1803–1847)
- Paul Gavarni (1804–1866)
- Nikolai Stepanov (1807–1877)
- Honoré Daumier (1808–1879)
- John Leech (1817–1864)
- Amédée de Noé, sau Cham (1818–1879)
- Gaspard-Félix Tournachon, sau Nadar (1820–1910)
- John Tenniel (1820–1914)
- Melchiorre Delfico (1825–1895)
- Alfred Grévin (1827–1892)
- Luigi Borgomainerio (1836–1876)
- Carlo Pellegrini (1839–1889)
- Andre Gill (1840–1885)
- Thomas Nast (1840–1902)
- Rafael Bordalo Pinheiro (1846–1905)
- Arthur Good (1853–1928)
- Émile Cohl (1857–1938)
- Alfred Schmidt (1858–1938)
- Georges Goursat (1863–1934)
- Henri de Toulouse-Lautrec (1864–1901)
- Kate Carew (1869–1961)
- Isa Macnie (1869–1958)
- Max Beerbohm (1872–1956)
- Lluís Bagaria (1882–1940)
- Marjorie Organ (1886–1930)
- Henry Bateman (1887–1970)
- William Auerbach-Levy (1889–1964)
- Sir David Low (1891–1963)
- Don Barclay (1892–1975)
- Peggy Bacon (1895-1987)
- Alexander Saroukhan (1898–1977)
- Boris Yefimov (1899–2008)
- Alex Gard (1900–1948)
- Oscar Berger (1901–1997)
- Al Hirschfeld (1903–2003)
- Louis Hirshman (1905–1986)
- Sam Berman (1906–1995)
- Joe Grant (1908–2005)
- Józef Gosławski (1908–1963)
- Aurelius Battaglia (1910–1984)
- Emilio Coia (1911–1997)
- George Wachsteter (1911–2004)
- Edmund S. Valtman (1914–2005)
- Sam Norkin (1917–2011)
- Donald Bevan (1920–2013)
- Ronald Searle (1920–2011)
- Marc Sleen (1922–2016)
- Jack Davis (1924-2016)
- Raoul Hunter (1926–2018)
- David Levine (1926–2009)
- Jeff Hook (1928–2018)[2]
- Mort Drucker (n. 1929)
- Ranan Lurie (n. 1932)
- George Bahgoury (n. 1932)
- Predrag Koraksić Corax (n. 1933)
- Bruce Stark (n. 1933)
- Patrick Oliphant (n. 1935)
- Oğuz Aral (1936–2004)
- Gerald Scarfe (n. 1936)
- Ralph Steadman (n. 1936)
- Cabu (1938–2015)
- GAL (n. 1940)
- Jovan Prokopljević (n. 1940)
- Robert Grossman (n. 1940)
- György Rózsahegyi (1940–2010)
- Abed Abdi (n. 1942)
- Malky McCormick (n. 1943)
- Vitaliy Peskov (1944–2002) (rusă: Виталий Песков)
- Bill Plympton (n. 1946)
- Dušan Petričić (n. 1946)
- Murray Webb (n. 1947)
- Kerry Waghorn (n. 1947)
- Ken Fallin (n. 1948)
- Steve Bell (n. 1951)
- Gerhard Haderer (n. 1951)
- Javad Alizadeh (n. 1953)
- Sam Viviano (n. 1953)
- Steve Brodner (n. 1954)
- Massoud Mehrabi (n. 1955)
- Robert Risko (n. 1956)
- Philip Burke (n. 1956)
- Tom Bachtell (n. 1957)
- Bob Staake (n. 1957)
- Dan Dunn (n. 1957)
- Shawn McManus (n. 1958)
- Jim McDermott (n. 1960)
- Prakash Shetty (n. 1960)
- Wyncie King (1884–1961)
- Karl Meersman (n. 1961)
- Zeev Engelmayer (n. 1962)
- Glynis Sweeny (n. 1962)
- Sebastian Krüger (n. 1963)
- Shekhar Gurera, India (n. 1965)
- Marshall Jay Kaplan (n. 1965)
- Szczepan Sadurski (n. 1965)
- Seyran Caferli (n. 1966)
- Kerry G. Johnson (n. 1966)
- Emad Hajjaj (n. 1967)
- Hermann Mejia (n. 1973)
- Amnon David Ar (n. 1973)
- Osama Hajjaj (n. 1973)
- S. Jithesh (n. 1974)
- Cem Kiziltug (n. 1974)
- Jaume Capdevila, "Kap" (n. 1974)
- Ash Lieb (n. 1982)[3]
- Drew Friedman
- Glen Hanson
- Daniel Stieglitz (n. 1980)
- Arifur Rahman (n. 1984)

## Vezi și
- Listă de caricaturiști români
- Listă de desenatori, caricaturiști și graficieni